# Susan Roman

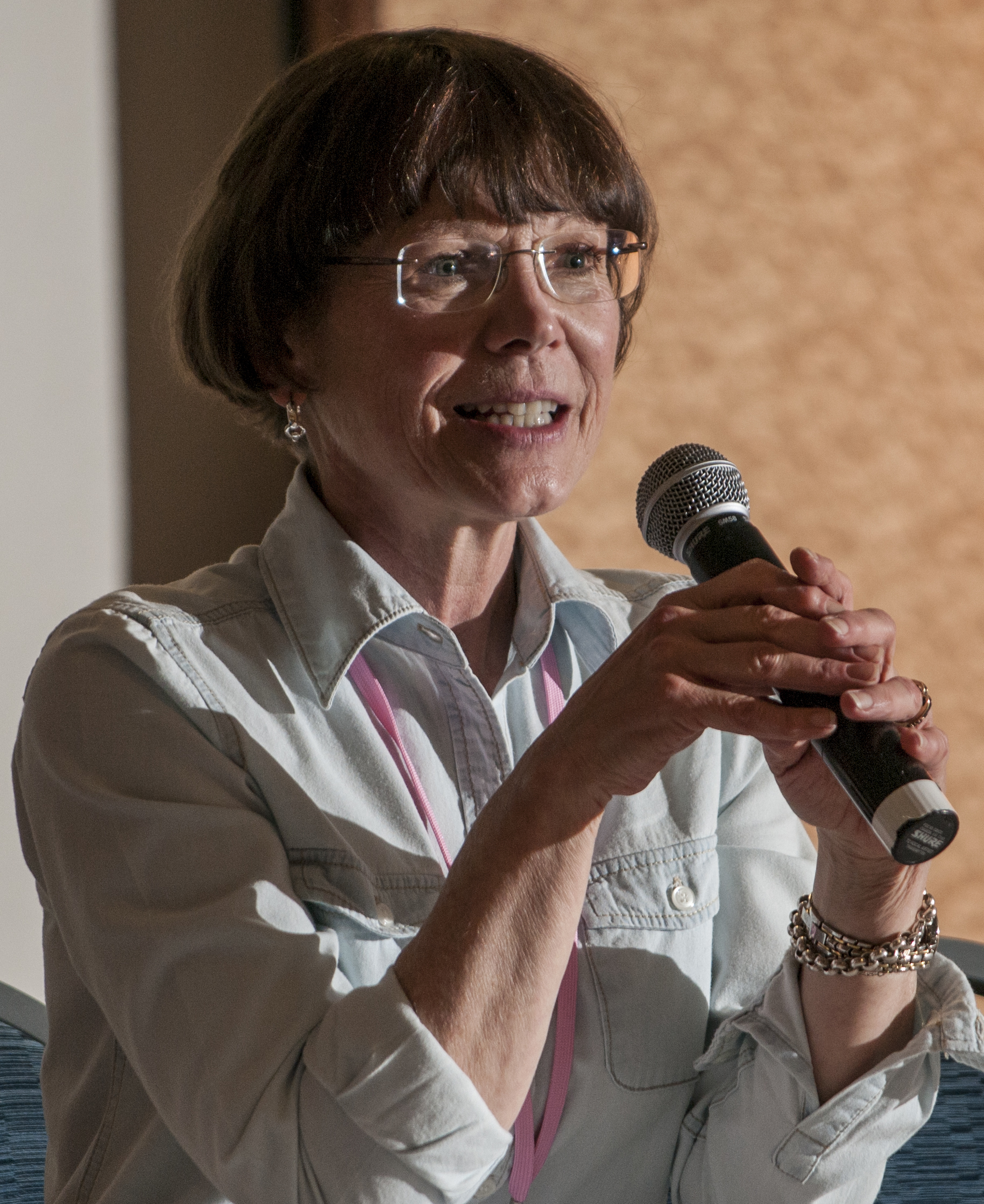
Susan Roman

Susan Roman (* 17. April 1957 in Edmonton) ist eine kanadische Synchronsprecherin und Filmschauspielerin.

## Leben
Susan Roman war in den 1970er Jahren zunächst einige Jahre als Filmschauspielerin tätig. Ab 1981 wurde jedoch die Synchronarbeit bei Zeichentrick-Produktionen ihre Hauptbeschäftigung. Zu ihren bekanntesten Synchronrollen gehört die der Melissa Raccoon in Die Raccoons oder in den 1990er Jahren als Sailor Jupiter in Sailor Moon.

## Filmografie (Auswahl)
- 1977: Rabid – Der brüllende Tod (Rabid)
- 1979–1981: Flappers (Fernsehserie)

## Synchronrollen (Auswahl)

### Filme
- 1981: Heavy Metal: als Professoren-Tochter
- 1983: Rock & Rule als Angel
- 2000: Thomas, die fantastische Lokomotive: als James

### Serien
- 1987–1991: Die Raccoons: als Melissa Racoon
- 1988: Die Glücksbärchis: als diverse
- 1991–1992: Tim und Struppi: als Struppi
- 1995–2000: Sailor Moon als Sailor Jupiter
- 1999–2001: Retter von Redwall als Jess
- 2001–2003: Bakuten Shoot Beyblade als Judy Tate
- 2005–2007: Harry und sein Eimer voller Dinos als Mom